# Nachum Lewin
Nachum Lewin (hebr.: נחום לוין, ang.: Nahum Levin, ur. 8 czerwca 1905 w Rosji, zm. 8 czerwca 1967) – izraelski inżynier i polityk, w latach 1955–1965 poseł do Knesetu z listy Herutu.
W wyborach parlamentarnych w 1955 po raz pierwszy dostał się do izraelskiego parlamentu. Zasiadał w Knesetach III, IV i V kadencji.